# ووزیه
ووزیه (به فرانسوی: Vouziers) یک کمون در بخش آردن در شمال فرانسه است.
ووزیه محل دفن خلبان جنگنده فرانسوی در جنگ جهانی اول، رولان گاروس است که پس از او استادیوم رولان گاروس در پاریس (محل مسابقات تنیس آزاد فرانسه) نامگذاری شده‌است.

## خصوصیات
ووزییر ۲۷٫۸ کیلومترمربع مساحت و ۴٬۱۸۳ نفر جمعیت دارد و ۱۴۸ متر بالاتر از سطح دریا واقع شده‌است.

## خواهرخوانده
ووزیه با شهرهای زیر خواهرخوانده است:
- گرفنرودا, آلمان
- راتیش‌کوویس, جمهوری چک
- اگنام سیول, سنگال